# Кудо Кайоко
Кудо Кайоко (яп. 工藤佳代子; нар. 14 січня 1988, префектура Тотіґі) — японська борчиня вільного стилю, бронзова призерка чемпіонату Азії, дворазова володарка Кубків світу.

## Життєпис
Служить у Силах самооборони Японії. Тренується під керівництвом Кендзі Фудзікава.

## Спортивні результати на міжнародних змаганнях

### Виступи на Чемпіонатах світу
| Змагання                        | Збірна | Вагова категорія          | Місце |
| ------------------------------- | ------ | ------------------------- | ----- |
| Чемпіонат світу з боротьби 2012 | Японія | жіноча боротьба, до 63 кг | 5     |

### Виступи на Чемпіонатах Азії
| Змагання                       | Збірна | Вагова категорія          | Місце  |
| ------------------------------ | ------ | ------------------------- | ------ |
| Чемпіонат Азії з боротьби 2015 | Японія | жіноча боротьба, до 69 кг | Бронза |

### Виступи на Кубках світу
| Змагання                    | Збірна | Вагова категорія          | Місце  |
| --------------------------- | ------ | ------------------------- | ------ |
| Кубок світу з боротьби 2014 | Японія | жіноча боротьба, до 69 кг | Золото |
| Кубок світу з боротьби 2015 | Японія | жіноча боротьба, до 69 кг | Золото |

### Виступи на інших змаганнях
| Змагання                                         | Збірна | Вагова категорія          | Місце  |
| ------------------------------------------------ | ------ | ------------------------- | ------ |
| Klippan Lady Open 2006                           | Японія | жіноча боротьба, до 63 кг | 9      |
| Золотий Гран-прі з боротьби 2010 (Баку)          | Японія | жіноча боротьба, до 63 кг | 7      |
| Всесвітні ігри бойових мистецтв 2010             | Японія | жіноча боротьба, до 63 кг | 5      |
| Відкритий міжнародний турнір «Sunkist Kids» 2010 | Японія | жіноча боротьба, до 63 кг | Золото |
| Відкритий кубок Монголії з боротьби 2012         | Японія | жіноча боротьба, до 63 кг | Бронза |
| Золотий Гран-прі з боротьби 2014 (Баку)          | Японія | жіноча боротьба, до 69 кг | 10     |
| Міжнародний меморіал Білла Фаррелла 2014         | Японія | жіноча боротьба, до 69 кг | 4      |
| Гран-прі «Іван Яригін» 2016                      | Японія | жіноча боротьба, до 75 кг | 5      |

### Виступи на змаганнях молодших вікових груп
| Змагання                                      | Збірна | Вагова категорія          | Місце |
| --------------------------------------------- | ------ | ------------------------- | ----- |
| Чемпіонат світу з боротьби серед юніорів 2007 | Японія | жіноча боротьба, до 63 кг | 13    |